# سيباستيان (اسم)
سيباستيان (بالإنجليزية: Sebastian)‏ أو سباستيان هو اسم علم شخصي مذكر من أصل لاتيني يوناني وهو شائع في الغرب، حيث يعتبر اسم مقدس في المسيحية نسبةً للقديس سيباستيان الذي عاش في القرن الثالث الميلادي، معنى اسمه مؤقر أو محترم، يعتبر من الأسماء المنتشرة في الغرب، حيث إحتل المركز 98 في أكثر أسماء الذكور انتشار في الولايات المتحدة في سنة 1998، وإحتل المركز ال86 لأكثر أسماء الذكور انتشار في إنجلترا و ويلز في سنة 2007، وإحتل المركز ال38 في السويد في سنة 2007 لأكثر أسماء الذكور انتشاراً، وإحتل المركز ال13 ضمن أكثر أسماء الذكور انتشاراً في النرويج، ويعتبر من أكثر أسماء الذكور انتشاراً أيضاً في دول الدول اللاتينية مثل إسبانيا و الأرجنتين و الأوروغواي ودول أخرى.

## الشخصيات
- سباستيان كيل لاعب كرة قدم ألماني
- سباستيان فيتل سائق فورمولا ون ألماني
- سباستيان سوريا لاعب كرة قدم أورغواياني قطري
- سباستيان برانت أديب ألماني
- سباستيان كواتيس لاعب كرة قدم أورغواياني
- سباستيان باسونج لاعب كرة قدم كاميروني
- سباستيان كابوت فلكي إيطالي
- سباستيان دايسلر لاعب كرة قدم ألماني
- سباستيان إنغروسو دي جي سويدي
- سبستيان بنييرا سياسي تشيلي
- سباستيان كريستوفورو لاعب كرة قدم أورغواياني
- سيباستيان لارسون لاعب كرة قدم سويدي
- سيباستيان لوب سائق راليات فرنسي
- سبستيان الأول ملك البرتغال
- سيباستيان ايجورين لاعب كرة قدم أورغواياني
- سيباستيان يونغ لاعب كرة قدم ألماني
- سيباستيان ستان ممثل أمريكي روماني
- سيباستيان بوينيش لاعب كرة قدم بولندي
- سيباستيان برودل لاعب كرة قدم نمساوي
- سيباستيان فري لاعب كرة قدم سويسري
- سيباستيان أبريو لاعب كرة قدم أورغواياني
- سيباستيان غروسجان لاعب كرة مضرب فرنسي
- سيباستيان رولي ممثل أرجنتيني
- سيباستيان فيرنانديز لاعب كرة قدم أورغواياني
- سيباستيان فوبان مهندس عسكري فرنسي
- سيباستيان بويمي سائق فورمولا ون سويسري
- سيباستيان بورديه سائق فورمولا ون فرنسي
- سيباستيان بينيك مخرج ألماني
- سيباستيان جيوفينكو لاعب كرة قدم إيطالي
- سيباستيان جولي متسابق دراجات هوائية فرنسي
- سيباستيان سكيلاتشي لاعب كرة قدم فرنسي
- سيباستيان شو ممثل إنجليزي